# Jarosław Krzyżanowski
Jarosław Krzyżanowski (ur. 10 lutego 1975 r. w Świebodzicach) – polski piłkarz i trener. Od 2021 trener Zagłębia II Lubin.

## Kariera
Gra na pozycji pomocnika. Wychowanek Victorii Świebodzice. Oprócz Victorii grał w klubach: Lechia Dzierżoniów (lata 1993-1995); Zagłębie Lubin (1994-2003) - gdzie zaliczył 179 meczów w I lidze, strzelając 8 bramek; Górnik Polkowice (2003-04) 15 meczów, jeden gol; AEL Limassol (Cypr, 2004-05); AS Lilas Vassilikou (Grecja, 2005-06); Miedź Legnica (2006-07). W latach 2009–2012 był trenerem Victorii Świebodzice. Następnie przez 5 sezonów trenował AKS Strzegom występujący w IV lidze. Po sezonie 2016/2017 postanowił odejść z zespołu AKS Strzegom.
W sezonie 2017/2018 został asystentem trenera drużyny U17 w akademii Zagłębia Lubin. 8 lipca 2021 zastąpił Adama Buczka na stanowisku trenera Zagłębia II Lubin.

## Ciekawostka
W 1995 roku, kiedy z Zagłębiem Lubin grał w Pucharze UEFA strzelił bramkę drużynie AC Milan (w meczu przegranym 4:1). Była to bramka kontaktowa na 2:1 w 73 minucie meczu. Krzyżanowski mecz rozpoczął na ławce rezerwowych a na boisku pojawił się zmieniając w przerwie Piotra Przerywacza (46 minuta).